# Calvagese della Riviera
Calvagese della Riviera är en ort och kommun i provinsen Brescia i regionen Lombardiet i Italien. Kommunen hade 3 543 invånare (2018).